# نبرد فیلومیلون (۱۱۹۰)
نبرد فیلومیلون (انگلیسی: Battle of Philomelion)، نبردی میان نیروهای آلمانی صلیب‌گرفته طی جنگ صلیبی سوم با نیروهای سلجوقی در آناتولی در سال ۱۱۹۰ بود که با پیروزی نیروهای صلیبی و شکست ترکان همراه شد. فرماندهی نیروهای صلیبی در این نبرد برعهده پسر امپراتور مقدس روم، فریدریش، بود و در مقابل نیز کیخسرو پسر سلطان سلجوقی نیز رهبری نیروهای ترک در دست داشت. طی این نبرد، ترکان حدود ۵ هزار نفر از نیروهای خود را از دست دادند تا صلیبیون به مسیر خود به قونیه، پایتخت سلجوقیان روم ادامه دهند.